# Thalpophila texta
Thalpophila texta là một loài bướm đêm trong họ Noctuidae.